# Удфорд (окръг, Кентъки)
Окръг Удфорд (на английски: Woodford County) е окръг в щата Кентъки, Съединени американски щати. Площта му е 497 km², а населението - 23 208 души (2000). Административен център е град Върсейлс.